# Boogaloo (danse funk)
Pour les articles homonymes, voir Boogaloo (homonymie).
Le boogaloo est un style de danse de rue improvisé, composé de pas de danse expressifs, d'intentions (soulfull) et de mouvements robotiques qui constituent les fondements du popping et du turfing.
Le boogaloo peut incorporer des illusions, des contractions musculaires, des arrêts, des mouvements robotiques et / ou des tortillements (wiggling). Le style intègre également des techniques fondamentales de popping, qui étaient initialement appelées « posing hard »,.
Il est lié à l'apparition ultérieure de la danse connue sous le nom d'electric boogaloo.

## Une danse sociale

### Chicago Record Hops
Le boogaloo est initialement une danse sociale au sein de la communauté afro-américaine de Chicago qui attirera également les adolescents blancs. Entre 1965 et 1966, il est décrit comme « visuellement très différent comparé aux danses (sociales) précédentes [...] le corps entier se déplaçait d'un mouvement rythmé d'un côté à l'autre. L'impulsion rythmique semblait être concentrée dans le haut du torse, les épaules et la tête ». L'engouement pour la danse boogaloo inspirera par la suite un certain nombre de disques de musique soul tels que Boo-Ga-Loo de Robert « Tom » Tharpe et Jerry « Jerrio » Murray, ainsi que Boogaloo Down Broadway de Fantastic Johnny-C. Tharpe aura l'idée de sortir Boo-Ga-Loo en voyant des ados afro-américains danser le boogaloo dans un magasin de disques local hébergé par le légendaire DJ Herb « Cool Gent » Kent de Chicago. 
Le pas de danse nommé « boogaloo » est aussi décrit comme une « combinaison en un simple pas composé d'un mouvement répétitif d'un côté à l'autre, basé sur le rythme de la musique soul en 4 temps ; il consiste en un mouvement de fente sur le côté sur le temps fort, maintenue pendant deux temps, accentué par un balancement du bras caractéristique où la main est levée au niveau des yeux [...] puis combinée avec un hochement de tête reconnaissable en arrière au rythme du tempo [...] sur le troisième temps musical, le corps et la tête reculent brusquement et le mouvement de fente se répète dans la direction opposée, avant de se changer à nouveau de direction au quatrième temps ». 

### James Brown
En 1966, le musicien soul et funk James Brown sort un single sur la danse boogaloo, James Brown's Boogaloo, et danse son interprétation du boogaloo sur Where the Action Is à la télévision nationale.

## L'ère de la danse soul (1960)

### Le Ditallion
En 1966, à Oakland, en Californie, Larry Thompson, un danseur local, crée un style de boogaloo inspiré par la danse sociale boogaloo, par James Brown, par les Temptations et par Fred Astaire. Grâce à ces influences, Thompson innove le style de boogaloo local d'Oakland et forme un groupe de danse nommé « Pirate et les Easy Walkers », avec Cornell « Tony Rome » Reese, Wayne « Freddy Snow » Dillard et Levi Warner. Thompson est  également inspiré en regardant un danseur de The Hy-Lit Show, un danseur noir et portoricain nommé Harold: « Le mouvement qu'il faisant dans l'émission était pas de danse de style boogaloo avec des balancements de bras qui croisaient le corps et finissaient par un arrêt avec le torse bombé. C'était un bon pas de danse parce que nous pouvions l'utiliser comme transition pour exécuter le Camel Walk et le Skate ».  
De 1967 à 1968, les danseurs de soul à Sobrante Park à Oakland, en Californie, défient Pirate et les Easy Walkers à travers des « face-off's » (face-à-face). Les Easy Walkers sont uniques car ils mélangent différents pas de danses sociales pour les exécuter ensemble dans un style boogaloo uniforme et créent un pas de défi appelé le « Ditallion » où les danseurs mélangent une combinaison de pas de cha-cha-cha, un stomp et se terminent par une main droite pointée en direction d'un autre danseur pour le défier. Le Ditallion est créé par Danny Boy, frère de Tony Rome. 

### 3D - Dinosaur - Animation
De 1967 à 1969 se développe un style connu sous le nom de 3-D, Dinosaurin' et Animating. Des danseurs tels que les membres du group One Plus One Albert « Iron Man » Milton, Michael « The Mad » Enoch et Jerry « The Worm » Rentie imitent les personnages de films d'animation en stop-motion de Ray Harryhausen et incorporent ces mouvements pour les utiliser dans de la comédie burlesque,. Iron Man s'inspire particulièrement du film 20 Million Miles to Earth en incarnant la créature semblable à un dinosaure née dans le film et en dansant sur de la musique de James Brown. Dans les années 1970, une deuxième génération développe ce style, avec cependant une approche moins comique, se concentrant sur le détail des mouvements complexes des dinosaures : ils utilisent pour cela des techniques d'arrêts complets et secs appelés « dime-stops », des effets d'arrêts rythmiques et continus et du « posing » (prendre la pose). Les maîtres de ce style animé de boogaloo sont les danseurs du groupe Soulful Movements, tels que Ted Williams, Steve Williams et Tony Newsome..   

### Le Robot
En 1964, un danseur de boogaloo nommé John Murphy imite des mouvements robotiques influencés par le robot du film de science-fiction Tobor the Great sorti en 1954. Il déménage de West Oakland à East Oakland et introduit sa version du Robot dans divers spectacles de talents organisés par des écoles ; il est reconnu comme ayant apporté des techniques de robot dans la communauté boogaloo, influençant des danseurs populaires de l'époque tels que Derrick Lovings, Newberry et les Robotroids. En 1972, John Murphy aide à former le groupe de danse boogaloo The Black Messengers et développe un style de boogaloo robotique.

## Le mouvement Funk Dance (1970)

### Mascottes de lycée: pantomime et personnages
Dans tous les gymnases d'Oakland (Castlemont, McClymonds, Fremont) des compétitions de danse sont organisées pour sélectionner les mascottes de chaque lycée. Entièrement costumée, chaque mascotte invente des pas de danse effectués en restant dans le personnage et développe des techniques de hitting (contractions musculaires) pour être remarquée dans les grands rallyes. Par exemple, Donald « Duck » Mathews, la mascotte du tigre du lycée de Fremont, attrape sa queue, prend la pose et pointe du doigt la mascotte des adversaires pour les narguer durant les spectacles de la mi-temps des matches de football. Il met aussi au point le worming (tortillements), mouvements circulaires avec la poitrine évoquant un ver de terre. Les gymnases concurrents ont aussi un affrontement de danse des mascottes pendant les matchs de basket-ball et de football. Le lycée Fremont High est aussi connu pour avoir popularisé le oakland hit. D'autres danseurs notoires de cette époque sont Gregory Holm de Castlemont High, Henry Fischer, Lil Willie, Larry Robertson et John Murphy à Fremont High,,,. 

### L'influence des dessins animés et le début du Posing
En 1967, lorsqu'il vivait à Oakland, Jerry Rentie apporte aux styles souls de boogaloo de nouveaux mouvements funk inspirés par « l'imitation de jouets, de dessins animés, de films [...] On a changé le Ditallion. D'un pas doux et glissant, il est devenu un pas avec un piétinement, un saut et un pas chassé ». Rentie fait aussi évoluer le concept de « freeze ». Selon lui, « Le freeze était la partie d'un pas de danse où l'on s'arrêtait, et cette pose était la transition pour commencer ou accentuer le mouvement suivant. On appelait « Lock it Down » quand on s'arrêtait tellement fort que l'on tremblerait en s'arrêtant ». Le freeze est donc le prédécesseur des techniques de « popping » ou de « hitting » de la fin des années 1970. Rentie se réfère à leur nouveau style de boogaloo avec le terme de « Bug'n » : « Lorsque l'on faisait du Bug'n, cela voulait dire que l'on faisait du boogaloo en termes de style de danse, mais c'était clairement devenu un boogaloo distinct du James Brown Boogaloo ».

### Posing Hard et Hitting
Au début des années 1970, les danseurs du groupe Black Messengers développent une technique de boogaloo qu'ils appellent « posing hard » (prendre des poses dures) : ils terminent leurs poses de boogaloo et leurs dime-stops par un hit (contraction) dur - au point de faire vibrer leurs muscles ; cette technique influencera plus tard la technique moderne de popping dans le style de danse également nommé « popping »,. Comme les danseurs de boogaloo dansent sur les sons changeants de la musique funk, Posing Hard fait correspondre les vibrations de leur corps avec le rythme et l'intensité du beat, scandant « BAM ! » ou « BOOM ! » à chaque pose.  

### Spectacles de talents à Oakland et chorégraphies de groupe
Grâce à divers financements fédéraux américains pour le développement communautaire, il y a plusieurs départements de développement communautaires à Oakland, surtout à East Oakland et à West Oakland. Ces départements accueillent des spectacles de talents, où des danseurs de boogaloo présentent des routines aux côtés de chanteurs et de groupes de musique live,. Tout au long des années 1960 et 1970, il y a à Oakland de nombreux groupes de funk formés par des adolescents, qui forment ainsi le paysage musical pour les danseurs de boogaloo. Ces derniers ont parfois leur propre groupe de musique avec qui danser ; à East Oakland, il y a souvent trois à quatre groupes de musique dans chaque quartier.

### Le mouvement Black Power
À la fin des années 1960 et au début des années 1970, Oakland est le centre du mouvement Black Power et de la création du Black Panther Party. Des groupes de danse boogaloo tels que les Black Resurgents se produisent pour les rassemblements et événements de la communauté des Black Panthers,. Avec l'avènement de l'esprit d'émancipation de la musique funk et du Black Power, les noms de groupes de boogaloo tels que les Black Messengers, les Black Resurgents, Black Mechanics et Black Operators expriment la fierté et l'autodétermination de la communauté afro-américaine.  
À East Oakland, afin de sensibiliser les jeunes militants, l'église baptiste Allen Temple crée un partenariat avec les Black Panthers pour héberger divers programmes sociaux au Temple Church Hall, les Black Panthers organisent les Social d'Oakland qui mettent en vedette des danseurs boogaloo tels que les Black Messagers.

## Principaux groupes de danse boogaloo
Les groupes de danse boogaloo existent dans de nombreuses formes variées et utilisent différents styles. Voici une compilation non-exhaustive des groupes de danse boogaloo actifs durant les années 1960 et 1970,. 
- One Plus One
- The Five Clowns
- Pirate & the Easy Walkers
- The Black Resurgents
- Exotic Movements
- Electronical 4
- The Black Messengers
- Aces of Soul
- Mystic Robots
- Soulful Movements
- Continental Five
- Derrick & Company
- Gentlemen of Production
- The Black Mechanics
- Green Machine
- SS Enterprise
- The Robotroids (Later Granny & The Robotroids)

## Mouvements
Les groupes de danse boogaloo existent dans de nombreuses formes variées et utilisent différents styles. Voici une compilation non-exhaustive des différents mouvements:
- The Ditallion
- The Mack Pose
- Fancy Feet
- Breakdown
- Creepin'
- Chinese Robot
- The Swoop
- Swinging / Throwin' of the Arms
- Posin'
- Hittin
- Wigglin' / Wormin'
- The Slot
- The Baby Doll
- Vibratin
- The Moonwalk
- Puppet
- Old Man / Old Man Rudy
- The Million-Dollar Man
- Tickin
- Side to Side (Footwork)
- 3-D
- Dynorama
- Dime-stopping
- Falling Man
- Broken Man

## La musique
Le boogaloo s'appuie sur le swing et le groove des enregistrements de musique funk jouée en live, et l'ère de la danse boogaloo correspond à une époque où la batterie live est préférée à la drum-machine. Voici quelques titres célèbres sur lesquels dansent les danseurs de boogaloo : 
- James Brown Cold Sweat Pt. 1 & 2
- James Brown There Was a Time
- James Brown Soul Power
- James Brown Mind Power
- Average White Band Pick Up the Pieces
- Parliament & Funkadelic Flashlight
- George Duke Reach for It
- Cameo Rigor Mortis

## Impact

### Liens avec le Strutting
En 1975, des danseurs de boogaloo d'Oakland, Donald « Terrible Don » Jones et son groupe Robotroids se produisent lors d'un spectacle de talent à San Francisco. Debrah « Granny » Johnson rejoint le groupe qui prend le nom de Granny and the Robotroids. La combinaison de mouvements de danse robotique de Lorenzo « Tony » Johnson et de boogaloo de Donald Jones devient connue à San Francisco sous le nom de Strutting. Le Strutting est exécuté en solo avec des angles de bras rapides (The Fillmore) et sous forme de chorégraphies de groupe. D'autres danseurs de boogaloo tels que Benjamin James de Live, Inc. ont également joué un rôle dans l'évolution du boogaloo vers le Strutting,. 

### Liens avec le Richmond Robot
Des groupes de boogaloo d'Oakland ainsi que d'éminents danseurs de San Francisco et de San Jose participent à des spectacles de talents organisés à Richmond, en Californie; grâce à cela, les influences des danses régionales convergent et à la fin des années 1970, Richmond devient connu pour les groupes Richmond Robots, Androids, Audionauts, Criminons, Lady Mechanical Robots et Green Machine,. Les groupes de Richmond appellent leur style « Richmond Robottin ».

### Lien avec le Turfing
Les générations de danseurs de boogaloo des années 1960 et 1970 ont plusieurs points communs avec les danseurs de Turfing, dans la narration de leur danse et dans leurs mouvements animés, ainsi que le fait qu'ils partagent les mêmes quartiers et familles. Les danseurs de Turfing mentionnent leur inspiration des générations précédentes de boogaloo ; ils viennent d'une longue lignée de danseurs de la Bay Area,,. 

### Impact sur Popping
Le Popping sera plus tard adapté des mouvements de boogaloo antérieurs, qui influencent les danseurs de Fresno, en Californie, à la fin des années 1970, par le biais de rassemblements de gymnases californiens à l'occasion de concours d'athlétisme appelés les West Coast Relays,. Souvent, les meilleurs danseurs de boogaloo à Oakland sont choisis comme mascottes de leur gymnase. Durant la mi-temps, les mascottes se défient accompagnés par un groupe de musique live de l'école durant la mi-temps.

## Original Boogaloo Reunion BBQ
Un événement annuel organisé à Oakland rend hommage aux contributions des pionniers du boogaloo. Il s'agit d'un événement intergénérationnel pour les danseurs de la communauté popping et hip-hop afin de mettre en contact les danseurs actuels avec la génération boogaloo originale. De nombreux styles de la Bay Area comme le boogaloo, le robot et le strutting sont représentés par différents danseurs lors de cet événement.

## Exposition médiatique
Télévision
- 1976 : The Jay Payton Show - Le groupe de boogaloo Black Resurgents dansent fréquemment lors d'un programme de danse télévisé d'Oakland, se produisant en solo et sous forme de chorégraphies de groupe[31].
- Granny & the Robotroids est l'un des premiers groupes de boogaloo à se produire à la télévision nationale sur le Gong Show de Chuck Barris en 1976[24].
- 1977 et 1978 : Les Black Messengers, sous le nom de « Mechanical Device », se produisent au Gong Show et démontrent leur style Posing Hard. Ils sont déclarés gagnants du Gong Show à ces deux occasions[2].
- 1991 : MC Hammer, un rappeur populaire d'Oakland qui a grandi en regardant le groupe de boogaloo Black Resurgents[32], inclut une chorégraphie boogaloo ainsi que le style vestimentaire associé à cette danse dans son clip This is The Way We Roll. Le clip présente Frosty, une danseuse de boogaloo d'Oakland[33].

## Danseurs de boogaloo
- Albert Milton, dit « Iron Man »
- Jerry Rentie « The Worm »
- Michael Enoch « The Mad »
- Larry Thompson « Pirate »
- Danny Boy
- Donald Mathews « Duck »
- Patricia Scott
- Henry Fischer
- Gregory Holm
- Tony Newsome
- Steve Williams
- Ted Williams
- Kerney Mayers
- Chuck Powell
- John Murphy
- Jorey « Monk » Walker
- Michael Carter
- Randy Pennington
- William Bilal « Boogaloo Bill »
- Gaston Ducote
- Ricky Gantt
- Lil Ricky
- Kenny Chambers
- Derrick Lovings
- Anthony Hamilton
- Darryl Hamilton « Hamo »
- Newberry
- Rosie
- Will Randolph III
- Vic Randolph
- Larry Robertson
- Chris James « Dubb »
- Dan Hodges « Boogaloo Dan »
- Walter « Sundance » Freeman
- Ted Wincher